# マルティン・ヴァグナー
マルティン・ヴァグナー（Martin Wagner, 1885年11月5日、ケーニヒスベルク (プロイセン) - 1957年5月28日ケンブリッジ (マサチューセッツ州)）は、ドイツ人都市計画家、建築家。ハーバード大学教授も務めた。日本語ではマルティン・ワグナー、マルティン・ワーグナー、マルティン・ヴァーグナー、マーティン・ワーグナーなどとも表記する。1920年代ヴァイマール共和国黄金期時代の世界都市、大ベルリン（現在のベルリンの区域）の都市改造を目指し、建設参事官 (Stadtbaurat) の地位にあった。社会主義者で、意見の妥協を許さないところがあり、ベルリンでの実績は家を設計する建築家としてよりもプランナーやアーバンデザイナーとしてであったが、関わった住宅街のいくつかの個々の建物のデザインは、彼の資質に直接起因するものもあった。
彼のベルリンでの役割はフランクフルト・アム・マインでのエルンスト・マイと双璧。モダニズム住宅プロジェクト建設に尽力した人物として知られ、建物の要件を標準化し建設実践の合理化、ハウジングの大量生産に努め、すべての産業のサプライヤルの他、住宅供給に際し大規模な労働組合組織化にリーダーシップをとった。息子ベルナール・ワグナーも建築家として活躍。ケーニヒスベルク（現・ロシア・カリーニングラード）生まれ。

## 関与したプロジェクトと作品
- ベルリン・シェーネベルク区のジードルング・リンデンホーフ（ドイツ語版）整備：1918年から1921年
- ツェーレンドルフ区、ヴァンゼー河畔のヴァンゼー湖湖水浴場（ドイツ語版）：1928年から1930年／フランツ・フェデラー、リヒャルト・エルミシュ（ドイツ語版）らと。ニューオブジェクティビティスタイルで建設。建築物は現在ベルリンの歴史的保存建物・記念碑リストに登録。
- ケーペニック区のミュッゲル湖湖水浴場（ドイツ語版）：1929年から1930年
- ヴェディング区庁舎
- ベルリン地下鉄の延伸計画：1926年
- 共和国広場 (ベルリン)（ドイツ語版）拡張計画：1927年から1929年
- シャルロッテンブルク区のベルリンメッセ会場（ドイツ語版）：1927年から1930年／ハンス・ペルツィヒと
- 国会議事堂の改造とアレクサンダー広場再開発のコンセプト提案：1929年。アレクサンダー広場及びベルリンの再開発のため建築設計競技を画策
- ベルリンのモダニズム集合住宅群（2008年世界遺産に登録） 
  - 大ジードルング・ジーメンスシュタット（ドイツ語版）：1929年から1932年／ハンス・シャロウンと。
  - 大ジードルング・ブリッツ（ドイツ語版）：1925年から1931年／ブルーノ・タウトと。1万戸を超える大規模な住宅団地。
  - ヴァイセ・シュタット（ドイツ語版）：1931年。ヴァグナー指揮の下で構築、数名の建築家が関与した。

## 沿革
- 1905年から王立シャルロッテンブルク工科大学（現・ベルリン工科大学）で教育を受ける。都市計画や経済、建築を学び、その間、ヘルマン・ムテジウスのもとで製図工として働いていた。
- 1907年、ドレスデンで工学士となり、改めてベルリンの郊外ヴァイセンゼーに職を得るが、すぐにハンブルクに移る。
- 1911年、ハンブルク近くに新しく生まれたリュストリンゲン市（現在はヴィルヘルムスハーフェンの一部）の建設局長に若くして就任する。その傍ら「空地（フライフレッヘ）」について研究を開始する
- 1913年、リュストリンゲン市の中心広場案を提示。明らかに都市的な集中を嫌うものであり、またカミロ・ジッテ風の象徴的な広場デザインでもなく、何もない空洞としての広場の雰囲気を好む案だった。
- 1914年、リュストリンゲンを離れ、大ベルリン目的連合（ドイツ語版）の一部門を任される。
- 1915年、母校の工科大学に、思想がまさしく空地の発想から築き上げた博士論文「都市の衛生的な緑地－空地理論への一貢献」を提出し認められ、博士号を取得。都市のオープンスペース論のなかで、砂遊び場から広場や公園、都市林までの8つに都市のオープンスペースを分類し、市街地近郊にある緑地も、都市計画上の施設として自然公園的な役割をもつものであることを示している。
- 1916年、第一次大戦中、大ベルリンの将来に思いを託しながら住宅問題や建築法規の研究に関心を示し、雑誌に論文を発表するなど、執筆活動にもいそしむ
- 1918年、第一次大戦の終戦間際の一時期に戦役に服し、その間にテイラー・システムの合理主義的な生産方式を学び取ったとされる。終戦後にベルリンの南西にあるシェーネベルク市（人口約20万、1920年にベルリンに合併）のシティ・ビルディング委員会委員、建設参事官に就任する。著書『新しい建設経済』を刊行。
- 1918年から1920年、ブルーノ・タウトらとリンデンホーフの住宅団地を建設。労働者の新しい居住環境を実験的に提案する。4階建ての集合住宅を予定していた既存の計画は変更し、2階建てを主に、3階建てを交えることとなる。唯一、4階建ての単身者用の集合住宅はタウトに設計を委ねた。また緑地計画・オープンスペースのデザインのために造園家レベレヒト・ミッゲを登用。ミッゲは自給自足を唱える都市理論家でもあり、畑付きの庭を各戸に与えようとした他、ミッゲの発想による大きな池と小さな森を配した住宅団地の全体構成を採用。ヴァグナーは以後もベルリンのジードルング計画にタウトとミッゲを参画させる。このとき展開したリンデンホーフジードルングには、後にベルリン郊外に次々に展開される大ジードルング群の原点がある。第二次世界大戦で8割近くが破壊され、一部のみ再建された。
- 1919年、『建設企業の社会化』刊行。また、中世の建築職人組合から名を取っている「バウヒュッテ」（Bauhütte）と称する労働者のための住宅建設会社を創立し、労働者住宅運動を始める。ドイツ革命のさなか、建築家や芸術家たちも社会主義に目覚め、活発な社会改革運動を展開したように、住宅建設の「社会化」（Sozialisierung）つまり労働組合組織を背景にした事業化を主たる目標とした。この「バウヒュッテ」の運動は全国的なネットワークへと展開する。
- 1920年、社会的建設会社の団体（CDB）に彼は1925年まで監督を勤める。その時ギルド、ほとんどで開催CDBに近い労働組合、都市部の理想的な庭園都市との社会的なアイデアギルド合併bauwilligenの労働者や従業員が引き受けた。この組み合わせたグループの目的は利益のための強力な需要によって、フォアグラウンドで他の協同組合のそれとは異なっていた。ジャーナル社会の建設はCDBの骨格になり、作品を構築するための目的である、そのメンバーの取得を促進するためでなく、共通の利益を提供というこのような社会の建設の建設に達し、それぞれの入植地の建設のみ特定の合理化は本質的に、民間住宅部門を克服することになっていた。
- 1924年、『建設工事費の節減問題』刊行。
- 1924に設立された一般的なドイツの労働組合総連合 （ADGB）組合企業振興センター（REWOG、後にドイツ住宅供給株式会社DEWOG）を設立するとその社長に就任、管理を引き継いだ。DEWOGの組織は、ドイツ帝国全体の建設業界の利益を介して調整を目的としていた。またベルリンに生まれたその姉妹会社の共益住宅・貯蓄・建設株式会社「GEHAG」設立、重役となる。ベルリンの子会社であったGEHAGには1924年から1926年まで役員として関与し、ワーグナーの指示の下、住宅ユニット数千にのぼり、1924年から1933年まで建設されたベルリンの住宅の70％を担当した。それは単なる企業の役職というだけではなく、ヴァグナー自身が活発な活動、また労働組合と連動した運動を展開、住宅団地のプロデューサーとして、立ち回る。表現主義の建築家でドイツ革命の際に社会改革を先導したブルーノ・タウトは、DewogやGehagを施主とし、「バウヒュッテ・ベルリン建設会社」の施工する集合住宅をいくつも手がけた。1920年代半ばに建築されたシラーバルク、ヴアイセンゼー、アイヒカンプ、ブリッツ、ツェーレンドルフなどの集合住宅、住宅団地は彼の設計になる。
- 1924年から1926年、タウトと一緒に設計された馬蹄形のジードルング（2008年、世界遺産登録）ベルリン・ブリッツ（"赤壁"住宅）。大規模なジードルングで初めてタイピング、標準化と合理化のワーグナーのアイデアがなくても筐体は実装されていたが、実際のコストを削減することができた。
- 1925年、ジーメンスシュタットの大ジードルングで、後のベルリン・フィルの設計者として知られるハンス・シャロウンらと協同。
- 1925年から、ベルリンの中央計画当局に都市プランナーとして参加。
- 1926年、当時のベルリン建築界の大御所である建築家ルートヴィヒ・ホフマンの後任として大ベルリン市の市建設参事官に抜擢される。この役職は都市建設局長に相当するものであるが、官僚ではなく民間建築家が登用される慣習があり、特に1920年代の自治体においては、社会民主主義系の建築家たちがこの職に就いて活躍したことで知られる。ベルリンのほとんどのモダニズム住宅団地のディレクションを担当し彼のリーダーシップの下で構築、現在のように認識される。いくつかはユネスコ世界遺産に登録される。都市計画部はGEHAGと密接に連携して、必要なものの助けを借りて、彼のリーダーシップの下にあった家賃税を実装し、特に大規模な住宅団地で、包括的な住宅プログラムをたてた。以降、ミース・ファン・デル・ローエ、ヴァルター・グロピウス、ハンス・シャロウン、ヒューゴ・ヘリングらの起用はそのような建築家として、この建設プロジェクトのためであった。またワーグナーは、ミッゲら造園家にも頻繁にプロジェクトへの協力を養成している。彼自身の証言によってワーグナー自身が大ベルリンの中心部の再設計に集中的に扱っていることが知られている。
- 1927年、建築家ハンス・ペルツィヒと協同し、ベルリン西郊に見本市会場をデザインした。
- 1928年、当時のポツダム広場、アレクサンダー広場はひしめき合う交通で麻痺していたため、とにかくスムーズな交通の流れと空地の確保を課題とし、アレクサンダー広場についてアメリカ資本をもとにした事業を目論み、自身がモデル案を作成した後、数人の建築家によるコンペティションを催す。広場については自案の模型が知られているが、東西ベルリン統一後の1990年代に、多数の世界的建築家たちを集めて、ランドマークとなる高層建築を置く大規模な開発が進んだこの先駆をヴァグナーの模型に見ることができる。
- 1929年、"幸せな仕事と幸せなレジャーの場所"から"世界都市"の開発の目的に、12冊だけの刊行に終わるが、雑誌「新ベルリン（Das Neue Berlin）」をモダニズムの建築評論家アドルフ・ベーネとともに発刊。都市デザインを文化・芸術運動として推進した
- 1929年、ヴァグナーの肝いりで帝国議会議事堂拡張計画の設計コンペが催される。新生ヴァイマール共和国にとって、新しい民主主義国家の象徴として、旧帝国議会（ライヒスターク）と共和国広場の改造が新しい課題となっていた。すでに1927年に建築家フーゴー・ヘーリングらが独自に提案をなしていたが、ヘーリンクのほか、ベルツィヒ、ペーター・ベーレンスらの案が集まる。
- 1930年、建築家リヒャルト・エルミッシュと協同して、西方のヴァンゼー湖湖畔の水浴場を設計した。リュストリンゲンでの市中心部の計画案以来、楕円形ないし卵形というバロック的な形態を好んだが、この案にもそれが表れている。ベルツィヒは「官僚が建築設計まで口出しするのはいかがなものか」と、押しつけがましさに苦情を述べてもいたという。
- 1931年と1932年、将来の成長の家の提案からコンパイルされた都市のあり方の提示したベルリン建築展「太陽、空気、オープンドア」が最後の主要な活動となった。
- 1933年、ヒトラーが政権を握ったベルリン芸術アカデミーから芸術家ケーテ・コルヴィッツと文筆家ハインリヒ・マンの除名が決議され、これに激しい反対演説を行い、自らも脱会する他、ナチスへの統制を強いられたドイツ工作連盟からも脱退する。その影響で市建設参事官の地位を失う。長年のメンバーとして来たSPDの代表として、国家社会主義党（ナチス）政治の示す新しい建物にも顕著に反対。1933年3月にナチスの支配者による都市プランナーの行政長官の社会民主党のメンバーが就任。SPDがナチスが1930年代初頭を介して来たため、社会民主党の長年のメンバーとして、圧力の増加と疑惑の下に落ちたとし、国を離れることになる。
- 1935年、失業状態の続いていたが、ベルツィヒの計らいでトルコに引き合いがあり、職を得る。イスタンブール都市アドバイザーの職の要請を受け就任。市の都市計画と市内の開発計画との調整役として専門知識を駆使する。
- 1937年から、アタチュルクで政府筋の業務を委託し、またトルコにブルーノ・タウトを誘い協働した。アンカラの首都都市計画にも関与。こうして亡命中のトルコで3年間を過ごした。
- 1938年、ヴァルター・グロピウスからヴァグナーはハーバード大学デザイン大学院（GSD）都市計画専攻の教授就任を要請され、同僚の援助を受け米国へ移民。1950年まで都市計画の教授を勤める。1940年から1941年には、プレハブ住宅システムのドーム型ハウスを開発（MWシステム）。1944年、新都市計画生産をボストンの街全体での繁華街再構築に探求。5,000人を地域の住民単位としたコンポジット・ニュータウン（1945年）と、それぞれの計画概念的基礎理論を築く。
- 1944年、アメリカの市民権を取得。ウィリアム・ウースターやキャサリン・バウアーはこの時期GSDでワーグナーに教えを受けている。しかし、すでに1940年ごろワグナーはグロピウスのモダニズムの根底にある社会的な原則を放棄し、スタイルとしてモダニズムをとらえていたこともあり、一方、ヴァグナーの純粋主義はよく理解されていないこともあり、グロピウスとの関係は良好とは云えなかった。
- 1952年、ヴァグナーは1944年以来、米国から帰国、再びドイツ各地の復興都市を訪れている。1957年の死の直前、東西に分裂したベルリンを遠くから凝視しながら、ハンザから四半世紀たつベルリンの実際の社会的ニーズをそれに応じているとしても、連邦共和国における都市開発や住宅を失敗と西ベルリンの建設政策に厳しい批判を浴びせかけ続けた。しかし、彼の意見は視界の外に排出され失望する。時代は急速に移り、公権力を背景にした1920年代社会民主主義型の都市政策を主張し続ける発言に傾聴する者はいなかったという。